# Chaozhou
Chaozhou (chiń. 潮州; pinyin Cháozhōu) – miasto o statusie prefektury miejskiej w południowych Chinach, w prowincji Guangdong. W 2010 roku liczba mieszkańców miasta wynosiła 520 199. Prefektura miejska w 1999 roku liczyła 2 424 528 mieszkańców.

## Geografia
Chaozhou usytuowane jest w delcie rzeki Han Jiang (韩江), która przepływa przez miasto.

## Kultura
Miasto jest znane z pielęgnowania unikalnego dziedzictwa kulturalnego. Słynie z tzw. opery Chaozhou, wyrafinowanej kuchni, ceremonii herbacianej gongfucha oraz muzyki. Ważnym elementem lokalnej tożsamości jest dialekt teochew, którym posługuje się większość mieszkańców.